# 内舘秀樹
内舘 秀樹（うちだて ひでき、1974年1月15日 - ）は、埼玉県浦和市（現：さいたま市桜区）出身の元サッカー選手。現役時代のポジションはディフェンダー、ミッドフィールダー。

## 経歴
浦和北高校から仙台大学を経て浦和レッズに入団。多くのポジションをこなせる多様性を生かして台頭したものの、シーズン初の30試合以上の出場を果たしレギュラーに定着した2002年までは控えであった。
2003年はハンス・オフト監督に「オマエ、やってみないか」と指名を受ける形でキャプテンを務め、チーム初タイトルであるナビスコカップを地元出身の生え抜き選手が掲げた事で話題になった。翌2004年シーズンからは再び控えとなり、怪我の多いディフェンスラインのスーパーサブ的役割を与えられ、2006年シーズン終盤はレギュラーのDFだった坪井慶介、堀之内聖が相次いで故障で離脱した影響でディフェンスラインに入り、初のJリーグ優勝に貢献した。
しかし、2007年シーズンから徐々に出場機会が減少。そして2008年シーズン終了間際、チームの若返りの方針で共に長年浦和を支えてきた岡野雅行と共に戦力外通告を受け、現役引退（年が明けるまでは、引退を否定していたものの、前年最終節の退団セレモニーで、「正直、浦和から離れることはできない」と引退を示唆する発言をしていた）。2009年からは浦和の広報部スタッフに転身した。
2013年に浦和のジュニアコーチとなり、ジュニアユース(U15)コーチ等を経て2020年からジュニアユース監督を務めている。

## エピソード
- 「無職」というニックネームは浦和レッズの2004年Jリーグステージ優勝記念雑誌によると、様々なポジションをこなすために本来のポジションが判らないということからチームメイトから付けられたと言われている。[要出典]
- 2001年5月12日、神戸総合運動公園ユニバー記念競技場で行われたヴィッセル神戸戦で相手FW和多田充寿にスローインをぶつけられた。その時のことを引退後のインタビューでも自ら取り上げており、「まさかぶつけられるとは思わなかった。けど周りの選手が怒ってくれたので、自分は怒らずに任せました」と回想している。[要出典]
- 2007年7月17日、埼玉スタジアム2002で行われたさいたまシティカップ・マンチェスター・ユナイテッド戦で先制点となる強烈な無回転ミドルシュートを決めた。名手エトヴィン・ファン・デル・サールも全く反応できなかった。[要出典]

## その他
- 阿部敏之と室井市衛は中学時代の1年後輩で、2000年に2人が鹿島から浦和に移籍したため、浦和でも一緒にプレーしている。
- 2008年4月22日、さいたま市内で車を運転中、女性が乗った自転車と衝突し怪我をさせてしまった。[要出典]

## 所属クラブ
ユース経歴
- 1982年 - 1985年 西浦和サッカースポーツ少年団
- 1986年 - 1988年 浦和市立田島中学校
- 1989年 - 1991年 埼玉県立浦和北高等学校
- 1992年 - 1995年 仙台大学

プロ経歴
- 1996年 - 2008年 浦和レッドダイヤモンズ

## 個人成績
| 国内大会個人成績 | 国内大会個人成績 | 国内大会個人成績 | 国内大会個人成績 | 国内大会個人成績 | 国内大会個人成績 | 国内大会個人成績 | 国内大会個人成績 | 国内大会個人成績 | 国内大会個人成績 | 国内大会個人成績 | 国内大会個人成績 |
| 年度             | クラブ           | 背番号           | リーグ           | リーグ戦         | リーグ戦         | リーグ杯         | リーグ杯         | オープン杯       | オープン杯       | 期間通算         | 期間通算         |
| 年度             | クラブ           | 背番号           | リーグ           | 出場             | 得点             | 出場             | 得点             | 出場             | 得点             | 出場             | 得点             |
| 日本             | 日本             | 日本             | 日本             | リーグ戦         | リーグ戦         | リーグ杯         | リーグ杯         | 天皇杯           | 天皇杯           | 期間通算         | 期間通算         |
| ---------------- | ---------------- | ---------------- | ---------------- | ---------------- | ---------------- | ---------------- | ---------------- | ---------------- | ---------------- | ---------------- | ---------------- |
| 1996             | 浦和             | -                | J                | 5                | 0                | 0                | 0                | 3                | 0                | 8                | 0                |
| 1997             | 浦和             | 23               | J                | 11               | 0                | 2                | 0                | 0                | 0                | 13               | 0                |
| 1998             | 浦和             | 19               | J                | 0                | 0                | 0                | 0                | 0                | 0                | 0                | 0                |
| 1999             | 浦和             | 19               | J1               | 9                | 0                | 1                | 0                | 2                | 0                | 12               | 0                |
| 2000             | 浦和             | 19               | J2               | 28               | 3                | 1                | 0                | 1                | 0                | 30               | 3                |
| 2001             | 浦和             | 19               | J1               | 18               | 0                | 6                | 0                | 1                | 0                | 25               | 0                |
| 2002             | 浦和             | 19               | J1               | 30               | 1                | 9                | 0                | 1                | 0                | 40               | 1                |
| 2003             | 浦和             | 19               | J1               | 30               | 0                | 10               | 0                | 1                | 0                | 41               | 0                |
| 2004             | 浦和             | 19               | J1               | 26               | 0                | 7                | 0                | 3                | 0                | 36               | 0                |
| 2005             | 浦和             | 19               | J1               | 26               | 0                | 9                | 0                | 1                | 0                | 36               | 0                |
| 2006             | 浦和             | 19               | J1               | 23               | 0                | 8                | 0                | 5                | 0                | 36               | 0                |
| 2007             | 浦和             | 19               | J1               | 11               | 0                | 2                | 0                | 1                | 0                | 14               | 0                |
| 2008             | 浦和             | 19               | J1               | 3                | 0                | 2                | 1                | 0                | 0                | 5                | 1                |
| 通算             | 日本             | 日本             | J1               | 192              | 1                | 56               | 1                | 18               | 0                | 266              | 2                |
| 通算             | 日本             | 日本             | J2               | 28               | 3                | 1                | 0                | 1                | 0                | 30               | 3                |
| 総通算           | 総通算           | 総通算           | 総通算           | 220              | 4                | 57               | 1                | 19               | 0                | 296              | 5                |

その他の公式戦
- 2004年
  - Jリーグチャンピオンシップ 1試合0得点
- 2007年
  - スーパーカップ 1試合0得点

| 国際大会個人成績 | 国際大会個人成績 | 国際大会個人成績 | 国際大会個人成績 | 国際大会個人成績 | FIFA      | FIFA      |
| 年度             | クラブ           | 背番号           | 出場             | 得点             | 出場      | 得点      |
| AFC              | AFC              | AFC              | ACL              | ACL              | クラブW杯 | クラブW杯 |
| ---------------- | ---------------- | ---------------- | ---------------- | ---------------- | --------- | --------- |
| 2007             | 浦和             | 19               | 3                | 0                | 0         | 0         |
| 2008             | 浦和             | 19               | 0                | 0                | -         | -         |
| 通算             | AFC              | AFC              | 3                | 0                | 0         | 0         |

その他の国際公式戦
- 2007年
  - A3チャンピオンズカップ 3試合0得点

出場歴
- Jリーグ初出場 - 1996年9月28日 J第21節 対アビスパ福岡戦(厚別)
- Jリーグ初得点(J2) - 2000年3月19日 J2第2節 対湘南ベルマーレ戦(平塚)
- J1初得点 - 2002年9月18日 J1 2nd第4節 対柏レイソル戦(駒場)

## 指導歴
- 2013年 - 浦和レッドダイヤモンズ
  - 2013年 - 2014年 ジュニアコーチ[2]
  - 2015年 -  2016年 ジュニアユースコーチ[2]
  - 2017年 ジュニアユースコーチ・ジュニアアカデミー[2]
  - 2018年 ジュニアユースコーチ・ジュニアコーチ・ジュニアアカデミー[2]
  - 2019年 ジュニアユースコーチ
  - 2020年 - 2022年 ジュニアユース監督
  - 2023年 - アカデミーダイレクター